# Shibusa Shirazu Orchestra
Shibusa Shirazu Orchestra est un orchestre japonais dirigé par le bassiste Daisuke Fuwa (不破 大輔) composé de danseurs de butō, de danseurs de variété japonaise et de musiciens. Les membres du groupe viennent d'écoles différentes, principalement de celles du jazz et du punk-Rock. Ils se réclament d'une filiation artistique avec Sun Ra, et ses ensembles Orchestra et Arkestra.